# إرفينغ رامزي وايلز
إرفينغ رامزي وايلز (بالإنجليزية: Irving Ramsey Wiles) هو رسام أمريكي، ولد في 8 أبريل 1861 في أوتيكا في الولايات المتحدة، وتوفي في 29 يوليو 1948 في لونغ آيلند في الولايات المتحدة.